# 馬庫斯·英瓦爾森
馬庫斯·英瓦爾森（丹麥語：Marcus Ingvartsen，1996年1月4日—）是一位丹麥足球運動員，在場上的位置是前鋒。現效力於丹超球隊洛斯查蘭特，丹麥國家足球隊成員。曾代表丹麥U21國家隊參賽並參加了2017年歐洲U21足球錦標賽。

## 國家隊生涯
2021年3月，馬庫斯入選丹麥國家足球隊。
2021年3月28日，馬庫斯在2022年世界盃外圍賽對陣摩爾多瓦的比賽首次亮相並踢進了自己的第一個國際進球，幫助丹麥隊以8-0獲得勝利。

## 榮譽

### 俱樂部
亨克
- 比利時甲組聯賽A冠軍：2018–19賽季

### 個人
- 丹麥年度最佳青年球員：2016年
- 丹麥足球超級聯賽最佳射手：2016–17賽季

## 外部連結
- Soccerway資料庫：馬庫斯·英瓦爾森
- Marcus Ingvartsen on FCN.dk